# Goto Daisuke
Daisuke Goto (sinh ngày 25 tháng 4 năm 1982) là một cầu thủ bóng đá người Nhật Bản.

## Sự nghiệp câu lạc bộ
Daisuke Goto đã từng chơi cho Yokohama F. Marinos.